# Nduli
Nduli è una circoscrizione urbana (urban ward) della Tanzania situata nel distretto urbano di Iringa, regione di Iringa. Conta una popolazione di 6 626 abitanti (censimento 2012).